# 韋閬
韋 閬（い ろう、生没年不詳）は、後燕から北魏にかけての人物。字は友観。本貫は京兆郡杜陵県。

## 経歴
後燕の吏部郎・大長秋卿の韋逵の子として生まれた。後燕の政治が乱れると、薊城に避難した。北魏の太武帝に召されて咸陽郡太守となり、武都郡太守に転じた。445年（太平真君6年）、杏城鎮将の郝温と蓋呉が関中で反乱を起こし、周辺の郡県が陥落するなか、韋閬は治下の郡域を守りきった。郡にあること16年で死去した。
子の韋範は、鎮西大将軍府司馬を経て、華山郡太守を代行し、文成帝のときに興平男の爵位を受けた。
韋閬の甥の韋崇や族弟の韋珍が知られた。

## 伝記資料
- 『魏書』巻45 列伝第33
- 『北史』巻26 列伝第14